# Pentera
 (février 2024).
La mise en forme du texte ne suit pas les recommandations de Wikipédia : il faut le « wikifier ».
Les points d'amélioration suivants sont les cas les plus fréquents. Le détail des points à revoir est peut-être précisé sur la page de discussion.
- Les titres sont pré-formatés par le logiciel. Ils ne sont ni en capitales, ni en gras.
- Le texte ne doit pas être écrit en capitales (les noms de famille non plus), ni en gras, ni en italique, ni en « petit »…
- Le gras n'est utilisé que pour surligner le titre de l'article dans l'introduction, une seule fois.
- L'italique est rarement utilisé : mots en langue étrangère, titres d'œuvres, noms de bateaux, etc.
- Les citations ne sont pas en italique mais en corps de texte normal. Elles sont entourées par des guillemets français : « et ».
- Les listes à puces sont à éviter, des paragraphes rédigés étant largement préférés. Les tableaux sont à réserver à la présentation de données structurées (résultats, etc.).
- Les appels de note de bas de page (petits chiffres en exposant, introduits par l'outil «  Source ») sont à placer entre la fin de phrase et le point final[comme ça].
- Les liens internes (vers d'autres articles de Wikipédia) sont à choisir avec parcimonie. Créez des liens vers des articles approfondissant le sujet. Les termes génériques sans rapport avec le sujet sont à éviter, ainsi que les répétitions de liens vers un même terme.
- Les liens externes sont à placer uniquement dans une section « Liens externes », à la fin de l'article. Ces liens sont à choisir avec parcimonie suivant les règles définies. Si un lien sert de source à l'article, son insertion dans le texte est à faire par les notes de bas de page.
- La présentation des références doit suivre les conventions bibliographiques. Il est recommandé d'utiliser les modèles {{Ouvrage}}, {{Chapitre}}, {{Article}}, {{Lien web}} et/ou {{Bibliographie}}. Le mode d'édition visuel peut mettre en forme automatiquement les références.
- Insérer une infobox (cadre d'informations à droite) n'est pas obligatoire pour parachever la mise en page.

Pour une aide détaillée, merci de consulter Aide:Wikification.
Si vous pensez que ces points ont été résolus, vous pouvez retirer ce bandeau et améliorer la mise en forme d'un autre article.
Pentera est une société de logiciels de cybersécurité, spécialisée dans les solutions de validation automatisée de la sécurité. Fondée à l'origine sous le nom de Pcysys en 2015, la Société s'est ensuite rebaptisée Pentera en 2021. La Société est dirigée par Amitai Ratzon (PDG) et le Dr Arik Liberzon (fondateur et directeur technique). Pentera possède des entités aux États-Unis, en Allemagne, au Royaume-Uni, en Israël, à Dubaï et à Singapour,,,.

## Produits
La plateforme est conçue pour aider à identifier et à hiérarchiser les failles de sécurité afin d'accroître la résilience d'une organisation face aux cyberattaques,,.
Le logiciel Pentera emploie des algorithmes pour tester l'ensemble de l'environnement informatique, y compris les surfaces d'attaque des réseaux internes et externes, sur site et dans le cloud. La plateforme Pentera se compose de produits et de modules complémentaires tels que :
- Pentera Core Product — cartographie, teste et valide le contrôle de sécurité du réseau interne de l'organisation[8],[9].
- Pentera Surface Product — cartographie, teste et valide le contrôle de sécurité du réseau externe de l'organisation[10].
- Pentera Cloud Product — établit, teste et valide les contrôles de sécurité des environnements cloud de l'organisation[11].
- Pentera RansomwareReady Module — valide les défenses de l'organisation contre les dernières attaques de ransomware connues[12],[13].
- Pentera Credentials Exposure Module — exploite les données des sources réelles de fuite d'informations d'identification pour recenser les menaces pesant sur les surfaces d'attaque internes et externes de l'organisation[14],[15].

## Recherche
Ces résultats sont synthétisés et introduits dans la plateforme Pentera afin d'améliorer continuellement ses capacités de test de sécurité. Les laboratoires Pentera ont également divulgué des vulnérabilités "zero day" récemment découvertes et contribué aux tactiques, techniques et procédures (TTP) de l'adversaire dans la matrice ATT&CK de MITRE,.
Exemples de résultats des laboratoires Pentera et de contributions de la communauté :
- Vulnérabilités Zero-Day – En mars 2022, l'équipe de Pentera Labs a découvert deux vulnérabilités de type "zero-day", CVE-2022-22948 et CVE-2021-22015. Elles ont révélé des faiblesses dans les environnements gérés par VMware vCenter dans plus de 500 000 organisations dans le monde. Les vulnérabilités ont été signalées à VMware par Yuval Lazar, chercheur principal en sécurité, ce qui a donné lieu à un correctif de VMware[17].
- “135 est le nouveau 445" – En septembre 2022, l'équipe de Pentera Labs a développé une implémentation de l'utilitaire Sysinternals PsExec qui permet de se déplacer latéralement dans un réseau en utilisant le port le moins surveillé, le port TCP 135 de Windows[18].
- « Qui a volé mes cookies ? XSS Vulnerability in Microsoft Azure Functions" - En janvier 2023, l'équipe de Pentera Labs a découvert une vulnérabilité XSS sur Microsoft Azure Functions, qui a été corrigée par Microsoft après leur rapport[19].

## Financement
En mars 2025, Pentera a levé un total de 250 millions de dollars à travers plusieurs tours de financement :
- Seed - Financement de démarrage (2015–2018) : levée de 5 millions de dollars[20],[21].
- Série A (novembre 2019) : levée de 10 millions de dollars auprès de AWZ Ventures et Blackstone Group[20].
- Série B (septembre 2020) : levée de 25 millions de dollars auprès de Insight Partners, AWZ Ventures et Blackstone Group[21],[22],[23].
- Série C (janvier 2022) : levée de 150 millions de dollars, dans un tour mené par K1 Investment Management, Evolution Equity Partners et Insight Partners, portant la valorisation de l’entreprise à 1 milliard de dollars[24],[25].
- Série D (mars 2025) : levée de 60 millions de dollars, lors d’un tour dirigé par Evolution Equity Partners, avec la participation de Farallon Capital Management[26],[27],[28].

Depuis son tour de Série C, Pentera a connu une croissance significative, avec une augmentation de plus de 300 % du chiffre d’affaires récurrent annuel (ARR) et une croissance de 200 % de sa base clients. Ce financement servira à soutenir la recherche et développement, l’intégration de l’IA dans la validation de la sécurité et l’expansion sur le marché américain.